# آرداگر
آرداگر (به آلمانی: Ardagger) یک منطقهٔ مسکونی در اتریش است که در بخش امستیتن واقع شده‌است. آرداگر ۳٬۳۱۲ نفر جمعیت دارد.